# Diecezja Barra do Garças
Diecezja Barra do Garças (łac. Dioecesis Barragartiensis) – diecezja Kościoła rzymskokatolickiego w Brazylii. Należy do metropolii Cuiabá, wchodzi w skład regionu kościelnego Oeste 2. Została erygowana przez papieża Jana Pawła II bullą Cum in pastorali munere w dniu 27 lutego 1982. 

## Główne świątynie
- Katedra: Katedra Najświętszej Maryi Panny Przewodniczki w Barra do Garças

## Biskupi diecezjalni
- Antônio Sarto SDB (1982–2001)
- Protógenes José Luft SdC (2001–2023)
- Paulo Renato Fernandes Gonçalves de Campos (od 2023)